# Église Saint-Pierre de Chécy
Pour les articles homonymes, voir Église Saint-Pierre.
L’église Saint-Pierre est une église française située à Chécy dans le département du Loiret et la région Centre-Val de Loire.

## Géographie
L'édifice est situé à l'angle des places Jean Zay, Jeanne d'Arc et du cloître, sur le territoire de la commune de Chécy, sur la rive droite de la Loire, dans le périmètre du Val de Loire inscrit au patrimoine mondial de l'UNESCO.
Cette église du groupement paroissial de Chécy-Combleux est rattachée au doyenné de la Bionne, à la zone pastorale d'Orléans, au diocèse d'Orléans et à la province ecclésiastique de Tours.

## Histoire
L'église a été classée Monument historique par arrêté du 7 mars 1908.
Fragilisé par des travaux et lézardé, le clocher-porche a d'abord été contenu par une double ceinture extérieure, avant d'être consolidé de l'intérieur à partir de 2014,,,,.

## Architecture et objets

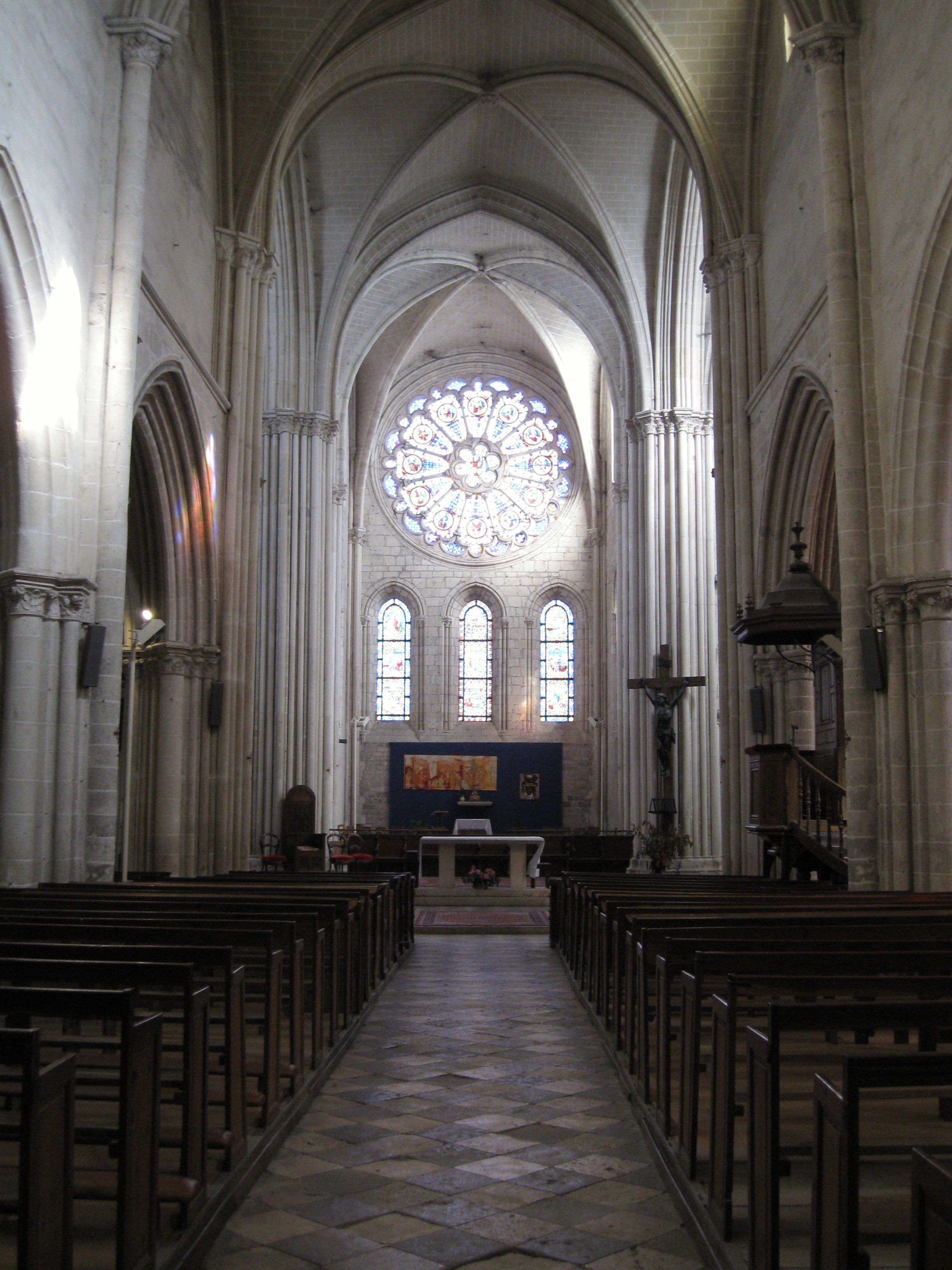
L'intérieur de l'église

L'église de Chécy est constituée d'une nef de quatre travées à collatéraux (XIVe et XVe siècles), d'un transept à deux chapelles rectangulaires orientées (fin du XIIIe siècle), d'un chevet plat et d'un clocher-porche (XIIe siècle).
Au XVIe siècle, le percement d'arcades fait communiquer les chapelles des croisillons avec le chœur.
Les voûtes ont été refaites en briques vers 1860.
Elle contient quatre œuvres classées au titre d'objet : une sculpture en bois (bas-relief) du XVIe siècle, représentant des scènes de la vie du Christ et de saint Gilles, classée le 30 novembre 1908 ; un bas-relief en bois classé le 25 octobre 1932 ; une plaque funéraire de Parette Pautier du XVIe siècle (épitaphe), classée le 8 septembre 1969 ; la clôture de chœur (grille de communion en fer forgé) de la fin du XVIIe siècle ou du début du XVIIIe siècle, classée le 12 juillet 1957.
L'église compte un orgue de la fin du XIXe siècle.

## Pour approfondir